# واکنش هامیک
واکنش هامیک(به انگلیسی: Hammick reaction) یک واکنش آلی از نوع کربوکسیل‌زدایی گرمایی است که طی آن پیکولینیک اسید (یا ترکیبات مشتق شده)، در حضور یک ترکیب حاوی گروه عاملی کربونیل، تولید یک ۲-پریدیل-کربینول می‌کند. این نام واکنش به افتخار شیمیدان انگلیسی دیلز هامیک نامگذاری شده است.